# Liolaemus wiegmannii
La lagartija de Wiegmann (Liolaemus wiegmannii), también denominada comúnmente lagartija de la arena, es una especie de lagarto liolaémido del género Liolaemus. Es un saurio arenícola de hábitos diurnos que habita en el este y centro del Cono Sur de Sudamérica.

## Distribución
Esta lagartija posee una amplia distribución, la que va desde el sur de Río Grande del Sur en el sur del Brasil, avanzando hacia mayores latitudes por el litoral marítimo y fluvial del Plata en el Uruguay sobre el ambiente correspondiente al distrito fitogeográfico de la restinga y a la ecorregión terrestre de restingas del litoral Atlántico, también se hace presente sobre el mismo ecosistema en la isla Martín García, y en los médanos de las regiones situadas a ambos lados del tramo final del río Uruguay. La mayor distribución ocurre en la Argentina, donde habita en gran parte del país, desde Jujuy, en el noroeste por el norte, hasta el nordeste de la Patagonia por el sur, en el este de Río Negro, y desde Carmen de Patagones, en el extremo austral de la provincia de Buenos Aires, continuando hacia el norte por los cordones medanosos del litoral marítimo hasta el extremo septentrional de estos en la zona de punta Rasa. No se encontraría en el nordeste bonaerense (salvo la población de Martín García).    
Según Verrastro las poblaciones brasileña pertenecerían en realidad a otra especie afín. También fue citada para la isla Yacyretá en el extremo sur del Paraguay y para la isla Ascensión en pleno océano Atlántico.
Catalogado como de Preocupación Menor debido a su rango extremadamente grande, gran abundancia, falta de amenazas actuales o futuras, falta de disminución de la población, ocurrencia en varias áreas protegidas y tolerancia a los hábitats perturbados.

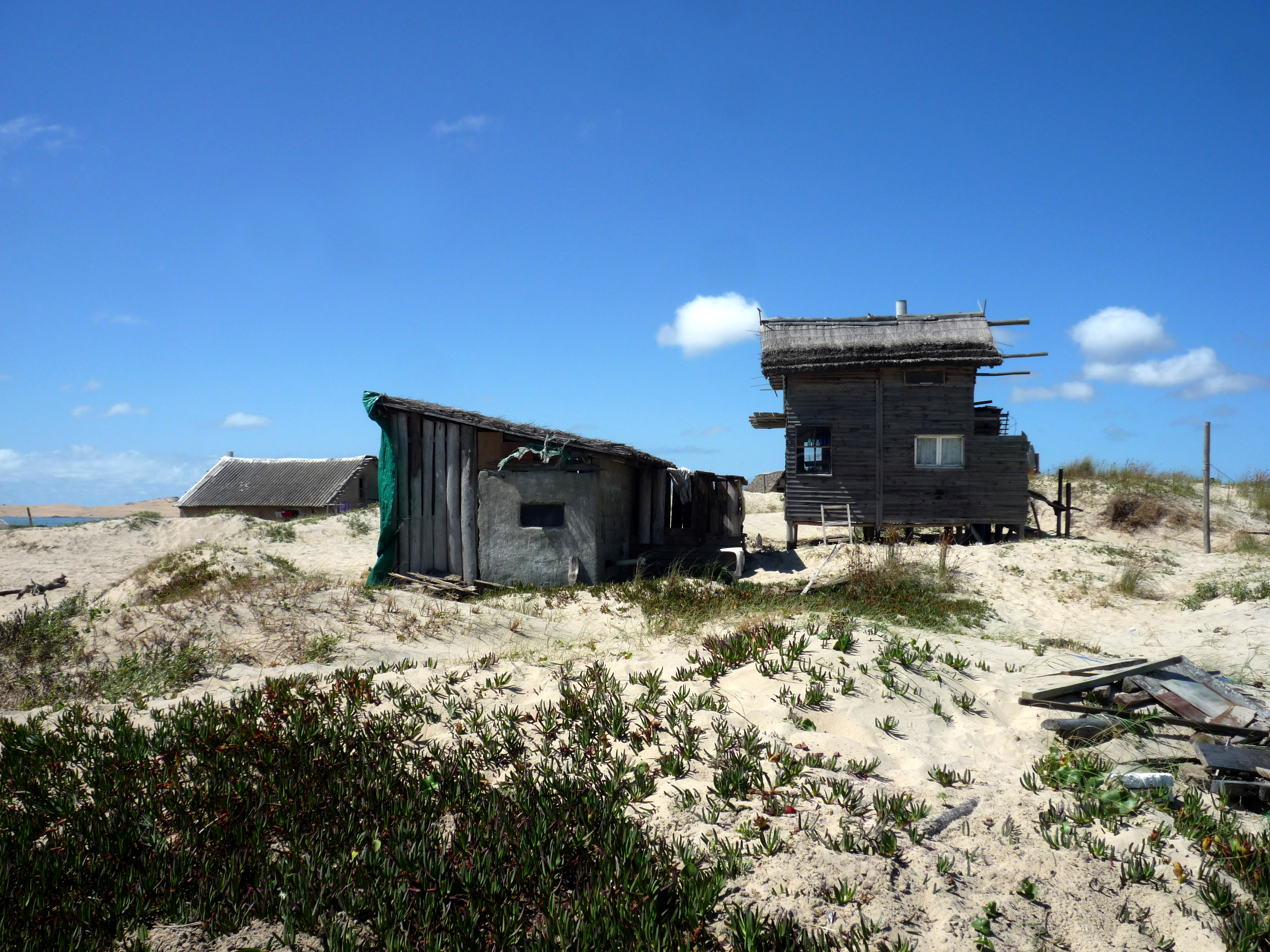
Dunas en el borde litoral de la localidad de Barra de Valizas, Uruguay; un ejemplo del hábitat de esta especie.

## Taxonomía
Liolaemus wiegmannii fue descrita originalmente en el año 1837 por los zoólogos franceses Auguste Henri André Duméril y Gabriel Bibron bajo el nombre científico de Proctotretus wiegmannii.
Dentro del género Liolaemus pertenece al grupo ‘‘wiegmanni’’.
Ejemplares tipo
Ejemplares sintipo fueron referidos a los códigos MNHN 6857 y MNHN 6858, depositados en el Museo de Historia Natural de París, así como al ANSP 8195.
Localidad tipo
La localidad tipo es: "Chili" (error).
Etimología
Etimológicamente el término genérico Liolaemus se origina en dos palabras del idioma griego, lio que significa ‘liso’ y laemus (de laimos) que se traduce como ‘garganta’. El nombre específico wiegmannii refiere al apellido del zoólogo alemán Arend Friedrich August Wiegmann, a quien le fue dedicada la especie.

## Características
Este es un lagarto terrestre, de tamaño mediano a pequeño, con una longitud de unos 48 mm entre hocico y cloaca, alcanzando 70 mm de largo total. Su coloración le permite un camuflaje con el sustrato en que vive, al desdibujar su figura mediante un patrón cromático similar al ambiente en que vive. En el macho consiste en un fondo ocre-grisáceo a amarillento sobre el que se disponen 4 series longitudinales de manchas negras (ribeteadas de blanco en el lado de fuga) las dos dorsales contenidas por líneas blancas y amarillas, mientras que la serie dispuesta en cada lado muestra manchitas celeste-azul vivo muy llamativas; en algunas poblaciones también manchitas naranjas, más aún en la garganta. Además, posee de 6 a 8 poros precloacales La hembra se diferencia por tener un patrón de fondo más oscuro, pardusco, y no exhibe líneas amarillas ni manchas celestes. En ambos sexos el vientre es inmaculado.

## Costumbres
Liolaemus wiegmannii habita en ambientes muy variados, acorde a una distribución extensa, si bien prefiere terrenos psamófitos, subdesérticos, con vegetación abierta de pastizales escasos y arbustos ralos. En las zonas litorales del borde marítimo es característico de puntas rocosas y médanos semifijos. Soporta la alteración de su ecosistema así como la urbanización de intensidad baja. Los médanos vivos totalmente carentes de vegetación sólo los emplea para trasladarse entre biotopos aptos. Si bien tiene capacidad para enterrarse, no selecciona microhábitats teniendo en cuenta el grado de compactación del sustrato.
Su alimento consiste en pequeños arácnidos e insectos, como polillas, dípteros y escarabajos. Para capturarlos emplea la técnica de ‘‘sentarse y esperar’’, la cual consiste en pasar inadvertido quedándose inmóvil a la espera de que alguna presa pase lo suficientemente cerca, y cuando esto ocurre arremete de manera explosiva y sorpresiva.
Si bien este saurio está incluido en el grupo de reptiles denominado: ‘‘nadadores de las arenas’’ en razón de estar adaptado para que, en caso de peligro y para eludir a sus predadores ( aves rapaces, zorros, culebras, etc.), en pocos segundos poder enterrarse por completo bajo la superficie de la arena suelta, pudiendo respirar el aire contenido entre los granos, e incluso avanzar algunos metros “nadando” bajo la arena, no acude a esta técnica con tanta asiduidad como otros miembros de su mismo género. Además de esta técnica de fuga, como mecanismo antidepredatorio también puede escapar en veloz carrera hacia las matas de vegetación más próximas, para ocultarse entre las bases de los tallos, operando de este modo como refugios naturales. En esta especie destacan subarbustos como Senecio bergii, Melilotus indicus y Achyrocline satureioides. Allí también construye pequeñas cuevas donde busca protección, deposita sus huevos y regula su temperatura. Si el animal es capturado, una última estrategia es autoamputarse su cola, la que se sacude frenéticamente, para buscar captar la atracción del predador y de este modo permitir al que era su poseedor el poder escapar con vida.
Es una especie ovípara, posiblemente con varias puestas anuales. Copulan en noviembre y diciembre. Luego la hembra ovipone dos huevos blancos, los que entierra en la arena. Las crías eclosionan a fines de febrero y principios de marzo.

## Conservación
Esta lagartija está categorizada como: “especie no amenazada”. Si bien este reptil se vería beneficiado con la protección e interconexión de los parches de pastizales psamofíticos nativos, soporta mucho mejor que otros saurios arenícolas la alteración de su ambiente, sobreviviendo en condiciones periurbanas. Además posee una distribución bastante extensa y una fidelidad a hábitats amenazados baja. Igualmente, al igual que otras lagartijas, las poblaciones que habitan regiones costeras se ven amenazadas por la reducción y el tabicado o fragmentación de las dunas costeras causada por las actividades relacionadas con un desarrollo humano descontrolado, desde la urbanización completa de amplios sectores de la franja dunícola sin planeamiento ambiental, pasando por cortes producidos por forestaciones, la reconversión de las dunas vivas en zonas de pasturas ganaderas, el sobrepastoreo, la extracción de arena para destinarla a la construcción y el destino del ambiente medanoso para el divertimiento de la población mediante la circulación libre de motocross, cuatriciclos y vehículos 4 x 4 (todo terreno).